# Antigoni Papadopoulou

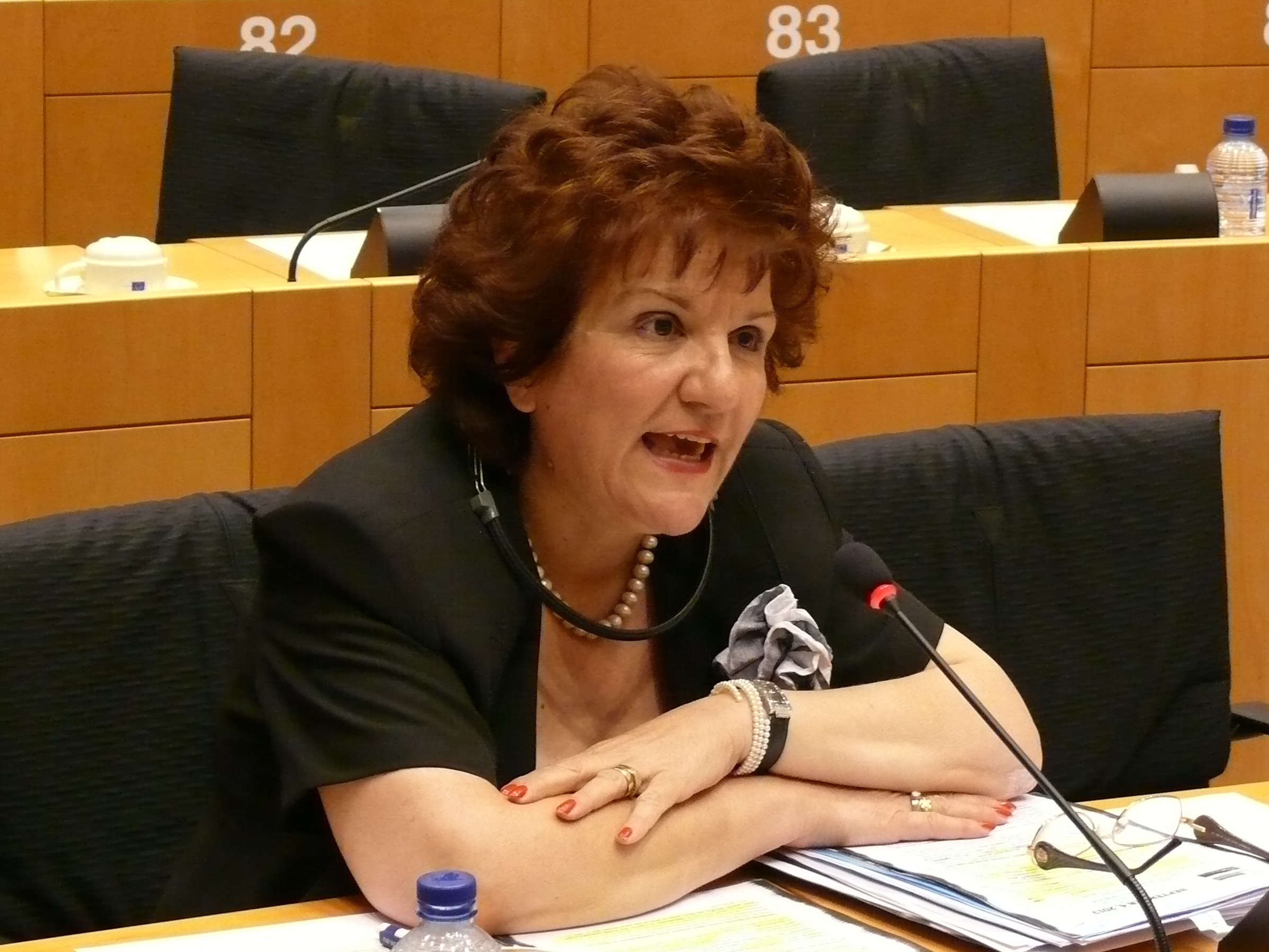
Antigoni Papadopoulou (2013)

Antigoni Papadopoulou (griechisch Αντιγόνη Παπαδοπούλου Andigoni Papadopoulou, * 8. Juli 1954 in Morfou) ist eine zyperngriechische Politikerin der Dimokratiko Komma (DIKO). Sie war von 2009 bis 2014 Mitglied des Europäischen Parlaments.

## Leben
Papadopoulou studierte Chemie am US-amerikanischen Russell Sage College in Troy (New York) sowie an der Lancaster University in England. Sie ist Gründungsmitglied der Mitte-Partei DIKO, war von 1994 bis 2009 Vorsitzende der Frauenorganisation, zugleich Mitglied des Zentralkomitees und Exekutivbüros der DIKO und von 1998 bis 2000 stellvertretende Parteivorsitzende. Von Dezember 1996 bis Mai 2001 war sie von der Exilgemeinde gewählte Bürgermeisterin von Morfou, das jedoch de facto als Güzelyurt unter Kontrolle der Türkischen Republik Nordzypern steht. Von Juni 2001 bis Juli 2009 war sie Abgeordnete des Wahlkreises Nikosia im Repräsentantenhaus von Zypern und zugleich Mitglied in der Parlamentarischen Versammlung des Europarates.
Sie wurde bei der Europawahl 2009 als Abgeordnete ins Europäische Parlament gewählt und saß dort in der Fraktion der Progressiven Allianz der Sozialdemokraten (S&D) an. Sie gehörte dem Ausschuss für bürgerliche Freiheiten, Justiz und Inneres an und war Delegierte im Gemischten Parlamentarischen Ausschuss EU-Türkei. Nach der Europawahl 2014 schied sie aus dem EU-Parlament aus.
Antigoni Papadopoulou ist mit dem Manager Stelios Papadopoulos verheiratet und hat zwei Söhne.